# Circuit des Invalides
Le circuit des Invalides est un circuit automobile temporaire tracé dans les rues de la ville de Paris autour de l'Hôtel des Invalides, dans le 7e arrondissement pour une épreuve du championnat de Formule E de la FIA. Pour l'occasion, un revêtement de bitume spécial est apposé sur les pavés historiques et est retiré après la course.
D'une longueur de 1,921 km, le tracé est l'un des plus courts utilisés par le championnat de Formule E FIA, il comprend quatorze virages.

## Tracé

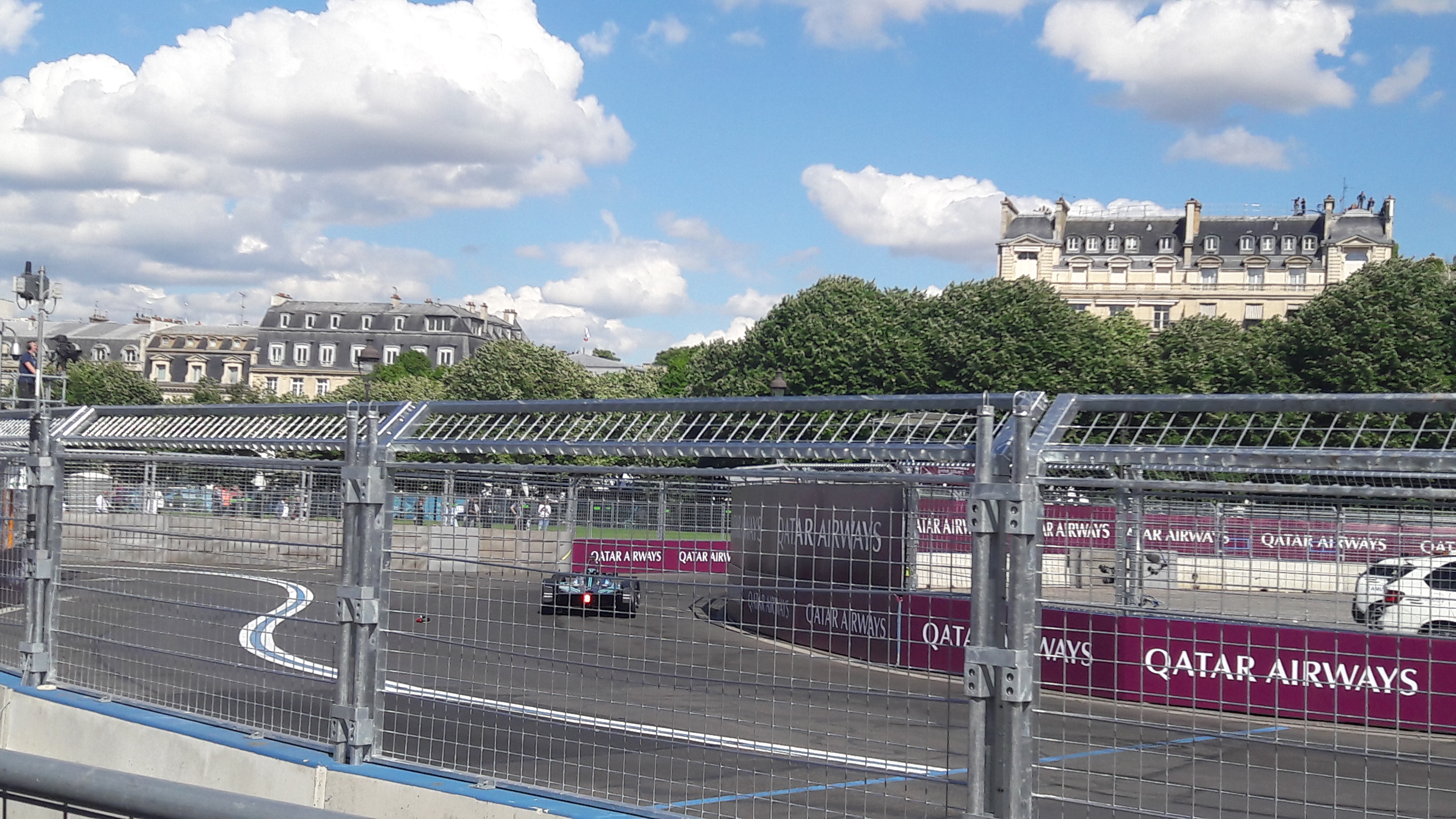
Vue sur l'entrée des stands.

Le circuit tourne dans le sens horaire autour de l'Hôtel des Invalides. La voie des stands, qui longe généralement la grille de départ, est ici disposée de façon inhabituelle, complètement hors du tracé de course, sur l'esplanade des Invalides, en « épingle à cheveux ». La ligne de départ est située boulevard des Invalides.
Le montage des infrastructures du circuit débute deux semaines environ avant la tenue de la course et le démontage prend environ une semaine. Les parties pavées de la chaussée sont asphaltées sur une sous-couche protectrice. Pendant la durée de l'événement, un système de navettes électriques est mis à la disposition des riverains.
Le ePrix de Paris est disputé un samedi et sur 49 tours.

## Historique
La première course s'est disputée le 23 avril 2016 pour le championnat de Formule E FIA 2015-2016. 
À la suite de plaintes du public lors de la première édition, la surface publicitaire sur le circuit a été réduite pour l'édition 2017 afin de permettre aux spectateurs présents de profiter du spectacle avec un minimum d'obstructions visuelles. Cette épreuve s'est disputée le 20 mai 2017 dans le cadre du championnat 2016-2017.
L'épreuve comptant pour le championnat 2017-2018 s'est tenue le 28 avril 2018.

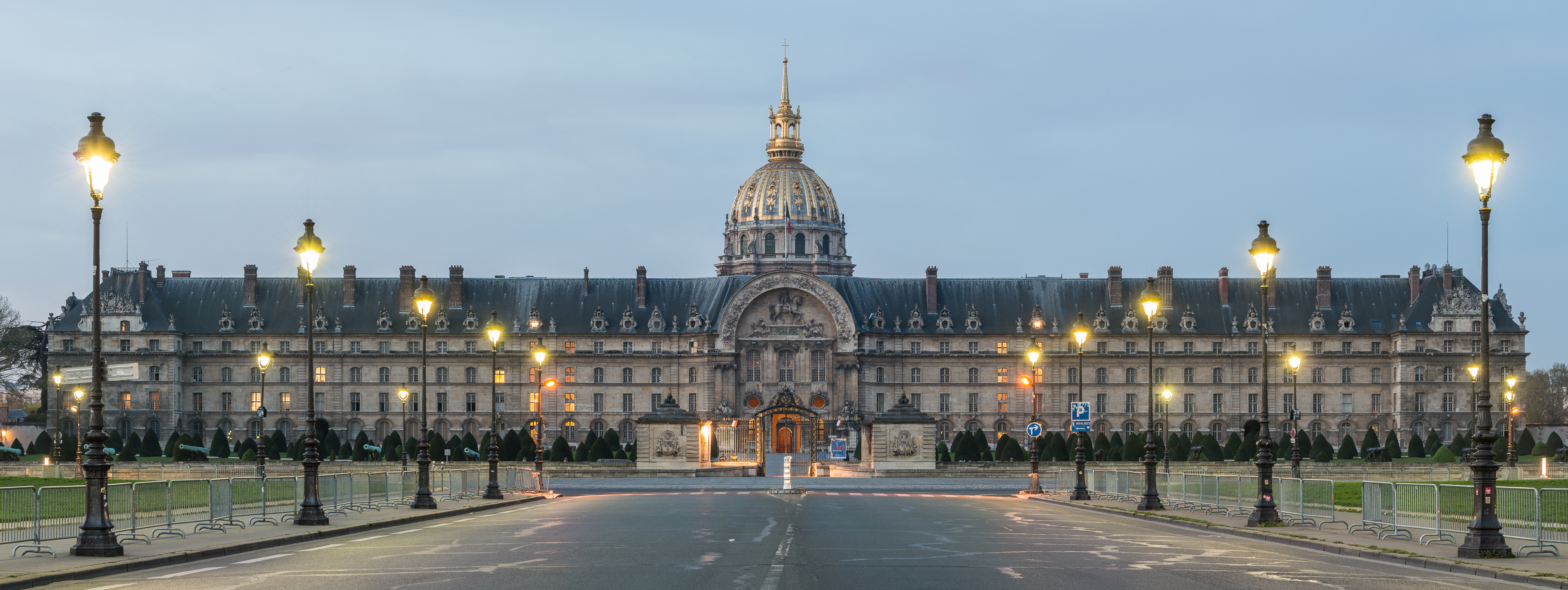
L'Hôtel des Invalides.